# Parasulenus lebisi
Parasulenus lebisi là một loài bọ cánh cứng trong họ Cerambycidae.